# 千葉県道82号天津小湊夷隅線
千葉県道82号天津小湊夷隅線（ちばけんどう82ごう あまつこみなといすみせん）は、千葉県鴨川市といすみ市を結ぶ主要地方道。

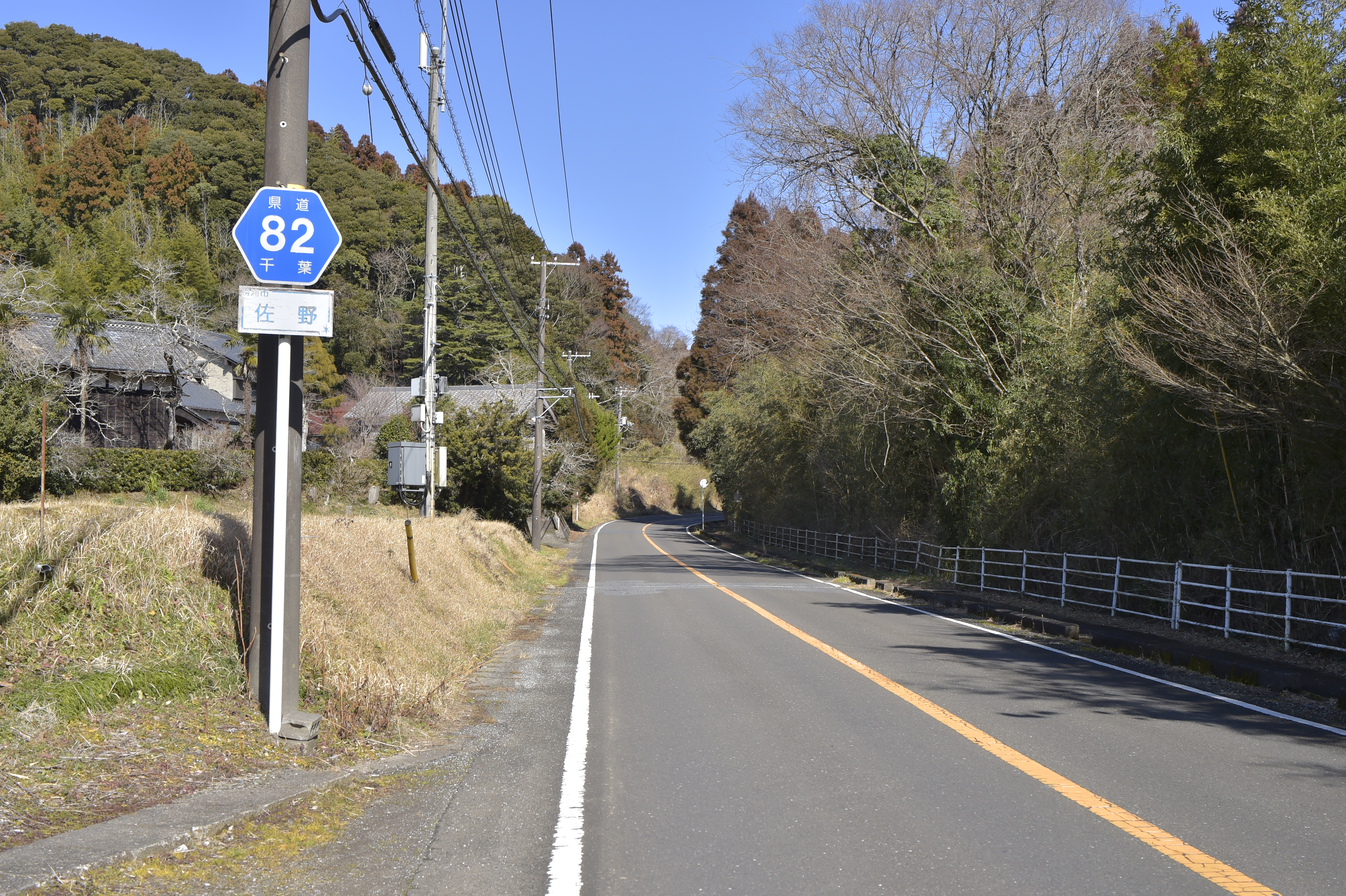
千葉県道82号天津小湊夷隅線
勝浦市佐野（2023年2月）

## 概要
鴨川市やいすみ市から大多喜町などの山間部への接続が多い。また、茂原市への双方接続を図る道路となっている。途中狭隘な区間がある。

### 路線データ
- 起点：鴨川市内浦（交差点名標識なし、国道128号交点）
- 終点：いすみ市行川（大野入口交差点、国道465号交点）
- 総延長：26.342 km（安房土木事務所管内：2.686 km[1]、夷隅土木事務所管内：23.656 km[2]）
- 重用延長：2.624 km（安房土木事務所管内：0.0 km[1]、夷隅土木事務所管内：2.624 km）
- 実延長：23.718 km（安房土木事務所管内：2.686 km[1]、夷隅土木事務所管内：21.032 km[2]）

## 異常気象時通行規制区間
大雨などの異常気象時に、勝浦市市野郷（市野郷交差点、千葉県道174号勝浦布施大原線起点）から勝浦市・いすみ市境界（荒木根第3隧道）までの約2.2kmの区間で、次のいずれかに当てはまる場合に通行止めの交通規制が実施される。
- 時間雨量が30mmを超えたとき
- 連続雨量が150mmを超えたとき

## 道路施設

### トンネル
- 荒木根第1隧道（勝浦市市野郷、延長67m、1953年完成）
- 荒木根第2隧道（勝浦市市野郷、延長101m、1953年完成）
- 荒木根第3隧道（勝浦市市野郷 - いすみ市大野、延長120m、1953年完成）

## 地理

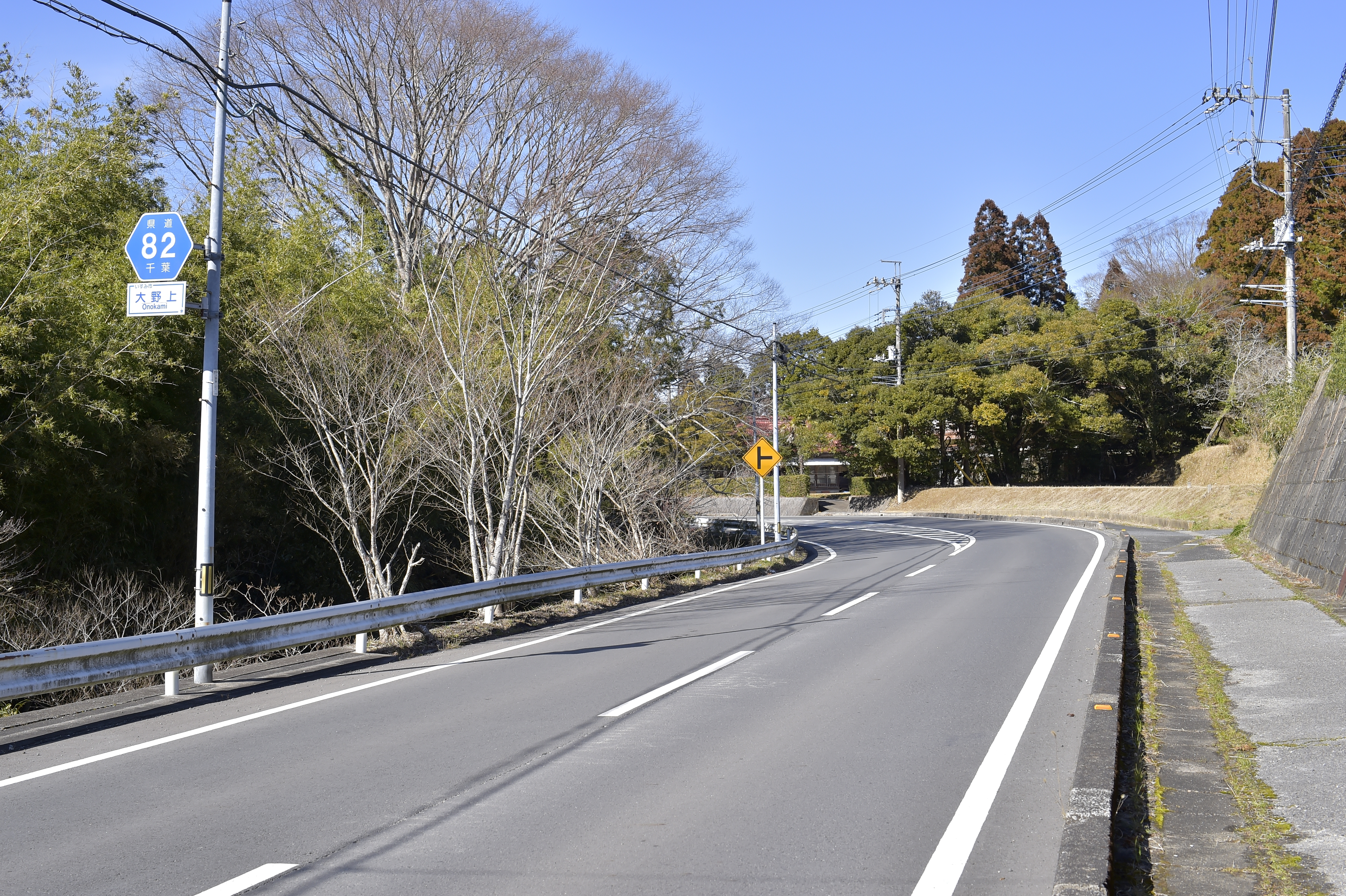
いすみ市大野上（2023年2月）

### 通過する自治体
- 千葉県
  - 鴨川市 - 勝浦市 - いすみ市

### 交差・接続する道路
- 国道128号

鴨川市内浦（交差点名標識なし、起点）
- 千葉県道177号勝浦上野大多喜線

勝浦市上植野（交差点名標識なし） - 勝浦市植野（交差点名標識なし）※重複区間
- 国道297号松野バイパス

勝浦市松野（交差点名標識なし）
- 国道297号

勝浦市松野（松野交差点） - 勝浦市佐野（佐野交差点）※重複区間
- 千葉県道174号勝浦布施大原線

勝浦市市野郷（市野郷交差点）
- 千葉県道176号夷隅御宿線

いすみ市大野（交差点名標識なし）
- 国道465号

いすみ市行川（大野入口交差点、終点）

### 沿線施設など
- 勝浦ぞうの楽園（勝浦市台宿）
- 吉野酒造株式会社（勝浦市植野）
- 勝浦市立上野小学校（勝浦市植野）
- 上野郵便局（勝浦市植野元宮田）
- いすみ農業協同組合勝浦支所・勝浦ライスセンター（勝浦市大楠）
- 総野郵便局（勝浦市松野）
- 特別養護老人ホーム勝浦裕和園（勝浦市市野郷）
- 荒木根ダム（いすみ市大野）